# Francisco Chirinos Soto
Francisco Chirinos Soto (Arequipa, 7 de noviembre de 1932-Lima, 18 de octubre de 2018) fue un abogado y periodista peruano.

## Biografía
Hijo de Carlos Chirinos Pacheco y de Antonieta Soto Vélez. Es tataranieto de Andrés Martínez, ilustre magistrado y periodista arequipeño, y descendiente de Toribio Pacheco y Rivero, el canciller del Dos de Mayo (1866). Su hermano fue el también abogado Enrique Chirinos Soto.
Realizó sus estudios escolares en el Colegio de La Salle de la ciudad de Arequipa. Ingresó a la Universidad Nacional de San Agustín, en la cual estudió Derecho. Se especializó en Derecho Penal.
En 1952 comenzó como redactor hípico del diario El Deber de Arequipa y luego pasó como corresponsal del Diario La Prensa.
Fue elegido como diputado en las Elecciones generales de 1962 por el partido Acción Popular. 
Tras las elecciones, las Fuerzas Armadas se mostraron en contra la candidatura de Víctor Raúl Haya de la Torre, quien había obtenido la mayor cantidad de votos pero no la necesaria para poder ser proclamado presidente. Ante ello, el congreso debía decidir entre los tres primeros candidatos. Haya manifestó su intención de renunciar a la candidatura; sin embargo, el golpe militar de Ricardo Pérez Godoy y Nicolás Lindley López impidió la reunión del nuevo congreso y el cambio de mando.
Se inscribió en el Partido Aprista Peruano en febrero de 1963 y postuló a la Cámara de Diputados en las Elecciones generales de 1963.
Fue Director del Diario Correo de Arequipa hasta 1970.
Fue Decano del Colegio de Abogados de Arequipa de 1976 a 1977.
Fue Rector de la Universidad Católica de Santa María.
Postuló a la Asamblea Constituyente de 1978 por el Partido Aprista Peruano y fue elegido como diputado constituyente.
Fue Presidente de la Federación de Periodistas del Perú.
Ha sido Presidente del Jockey Club de Arequipa.
Se casó con Dora San Román Gutheridge, con quien tuvo cuatro hijas.

## Publicaciones
- El código penal. Segunda edición (2004)
- Constitución de 1993: lectura y comentario (1995)
- El crimen de Challapampa